# Culinária da corte real da Coreia
A culinária da corte real da Coreia foi um estilo de culinária dentro da culinária da Coreia tradicionalmente consumida na corte da dinastia Joseon, que governou a Coreia de 1392 a 1910. Dizia-se que deveriam servir doze pratos junto com arroz e sopa, servindo-os, em sua maioria, com bangjja(talheres de bronze). Este estilo culinário foi recuperado somente no início século XX.